# Enicospilus pionus
Enicospilus pionus är en stekelart som beskrevs av Ian D. Gauld och Mitchell 1981. Enicospilus pionus ingår i släktet Enicospilus och familjen brokparasitsteklar. Inga underarter finns listade i Catalogue of Life.